# Eucalyptus albens
Espèce
Classification phylogénétique
Eucalyptus albens (le Box blanc en français, white box en anglais) est une espèce de plantes à fleurs du genre Eucalyptus et de la famille des Myrtaceae. C'est un arbre des régions côtières du sud-est de l'Australie depuis le sud du Queensland jusqu'au Gippsland.

## Description
C'est un arbre de 25 m de haut à l'écorce rugueuse gris pâle.